# Mihalgazi
Mihalgazi là một huyện thuộc tỉnh Eskişehir, Thổ Nhĩ Kỳ. Huyện có diện tích 131 km² và dân số thời điểm năm 2007 là 3476 người, mật độ 27 người/km².